# Dukat (montagne)
Pour les articles homonymes, voir Dukat.
Le mont Dukat (en serbe cyrillique : Дукат) est une montagne du sud-est de la Serbie. Il culmine au pic de Crnook, qui s'élève à 1 881 m et fait partie des Rhodopes serbes, un prolongement occidental des Rhodopes.

## Géographie
Le mont Dukat est situé à l'est de Trgovište et au sud-est de Bosilegrad, le long de la frontière entre la Bulgarie et la Serbie. Le village éponyme de Dukat est situé au nord-ouest de la montagne. Le Dukat est entouré par le mont Bilirno au sud-ouest (en Macédoine du Nord), par le mont Lisek au sud-est (en Bulgarie), par le mont Patarica au nord-ouest et par la Milevska planina au nord-ouest.

## Géologie
Le mont Dukat est constitué d'ardoise cristalline et de granite.